# Uboldo
Uboldo ist eine italienische Gemeinde (comune) mit 10.869 Einwohnern (Stand 31. Dezember 2023) in der Provinz Varese, Region Lombardei.

## Geographie
Die Gemeinde liegt etwa 21 Kilometer nordwestlich von Mailand etwa 25 Kilometer südöstlich von Varese und grenzt unmittelbar an die Metropolitanstadt Mailand und bedeckt eine Fläche von 10,6 km². Die Nachbargemeinden sind Cerro Maggiore (MI), Gerenzano, Origgio, Rescaldina (MI) und Saronno.

## Geschichte
Die Gemeinde kann ihre Ursprünge auf das 4. Jahrhundert nach Christus zurückverfolgen. Im Mittelalter war es Sitz eines der beiden Hauptzweige der Crivelli-Familie, direkte Nachkommen der Sanbonifacio von Verona; der andere Zweig war der Crivelli De Parabiago, sie waren eines der mächtigsten Adelsgeschlechter der Marca di Lombardia; ursprünglich Franken, sind sie seit 377 nach Christus in den Gütern des Erzbistums Mailand verzeichnet.
Uboldo, eine Ortschaft der Gemeinde Parabiago, erscheint in den Statuten der Straßen und Gewässer der Grafschaft Mailand. Sie gehörte zu den Gemeinden, die zur Instandhaltung der Bollate-Straße beitrugen (1346). In den Registern des Estimo (Grundbuch) des Herzogtums Mailand von 1558 und den späteren Aktualisierungen im 18. Jahrhundert war Uboldo noch unter den in derselben Pieve erfassten Gemeinden. Nach der Beantwortung von 45 Fragen durch den zweiten Volkszählungsrat im Jahr 1751 wurde Uboldo ohne Zahlung von Bezügen an den Markgrafen Giuseppe Antonio Villani belehnt. Das Land, zu dem etwa 780 Seelen gehörten, eintreibbar und nicht eintreibbar, unterstand der Gerichtsbarkeit des in Mailand ansässigen Lehnsherren Carlo Bossi, an den keine Zahlungen geleistet wurden. Der Konsul leistete seinen Eid auf der Strafbank von Gallarate. Die Gemeinschaft wurde in vier Gemeinden aufgeteilt, da die Aufteilung in Abhängigkeit von der Salzentnahme der einzelnen Gemeinden gewährt wurde.
Mit der Aktivierung der Gemeinden in der Provinz Mailand, gemäß der territorialen Aufteilung des Königreichs Lombardo-Venetien (Mitteilung vom 12. Februar 1816), wurde die Gemeinde Uboldo in den Bezirk IV von Saronno aufgenommen. Mit der Regierungsmitteilung 1838 April 14 Nr. 7306/1208 wurde in der Gemeinde Uboldo die Ersetzung des Stadtrats durch den Generalrat genehmigt. Uboldo, eine Gemeinde mit Stadtrat, wurde durch das spätere Compartimento territoriale delle province lombarde (Notifizierung vom 1. Juli 1844) im Bezirk IV von Saronno bestätigt. Im Jahr 1853 (Mitteilung vom 23. Juni 1853) wurde Uboldo, eine Gemeinde mit einem Gemeinderat ohne eigenes Büro und mit 1956 Einwohnern, dem Bezirk XIV von Saronno zugeordnet.
Nach der vorübergehenden Vereinigung der lombardischen Provinzen mit dem Königreich Sardinien wurde die Gemeinde Uboldo mit 1.930 Einwohnern, die von einem Rat mit fünfzehn Mitgliedern und einem Rat mit zwei Mitgliedern verwaltet wird, auf der Grundlage der durch das Gesetz vom 23. Oktober 1859 festgelegten Gebietsaufteilung in den Bezirk III von Saronno, Bezirk IV von Gallarate, Provinz Mailand, eingegliedert. Bei der Verfassung des Königreichs Italien im Jahr 1861 hatte die Gemeinde 2,34 Einwohner (Volkszählung 1861). Nach dem Gemeindegesetz von 1865 wurde die Gemeinde von einem Bürgermeister, einer Junta und einem Rat verwaltet. Im Jahr 1867 wurde die Gemeinde in denselben Bezirk, Kreis und dieselbe Provinz eingegliedert (Verwaltungsbezirk 1867).
Im Jahr 1924 wurde die Gemeinde in den Bezirk Varese der Provinz Como eingegliedert. Nach der Gemeindereform von 1926 wurde die Gemeinde von einem Podestà verwaltet. Im Jahr 1927 wurde die Gemeinde der Provinz Varese zugeschlagen. Im Jahr 1928 wurde die Gemeinde Uboldo mit der Gemeinde Saronno zusammengelegt (R. D. 8. Januar 1928, Nr. 55). Im Jahr 1950 wurde die autonome Gemeinde Uboldo durch Abtrennung ihres Gebiets von der Gemeinde Saronno neu gebildet (Gesetz Nr. 395 vom 30. Mai 1950). Nach dem geltenden Gesetz über die Gemeindeorganisation wurde die Gemeinde von einem Bürgermeister, einem Rat und einem Vorstand verwaltet. Im Jahr 1971 hatte die Gemeinde Uboldo eine Fläche von 1.060 Hektar.

## Bevölkerung
| Bevölkerungsentwicklung | Bevölkerungsentwicklung | Bevölkerungsentwicklung | Bevölkerungsentwicklung | Bevölkerungsentwicklung | Bevölkerungsentwicklung | Bevölkerungsentwicklung | Bevölkerungsentwicklung | Bevölkerungsentwicklung | Bevölkerungsentwicklung | Bevölkerungsentwicklung | Bevölkerungsentwicklung | Bevölkerungsentwicklung | Bevölkerungsentwicklung | Bevölkerungsentwicklung |
| ----------------------- | ----------------------- | ----------------------- | ----------------------- | ----------------------- | ----------------------- | ----------------------- | ----------------------- | ----------------------- | ----------------------- | ----------------------- | ----------------------- | ----------------------- | ----------------------- | ----------------------- |
| Jahr                    | 1861                    | 1871                    | 1881                    | 1901                    | 1921                    | 1931                    | 1951                    | 1971                    | 1981                    | 1991                    | 2001                    | 2011                    | 2021                    |                         |
| Einwohner               | 2.340                   | 2.477                   | 2.455                   | 2.642                   | 3.328                   | 3.855                   | 4.483                   | 5.671                   | 8.453                   | 8.632                   | 9.493                   | 10.446                  | 10.642                  |                         |

## Sehenswürdigkeiten

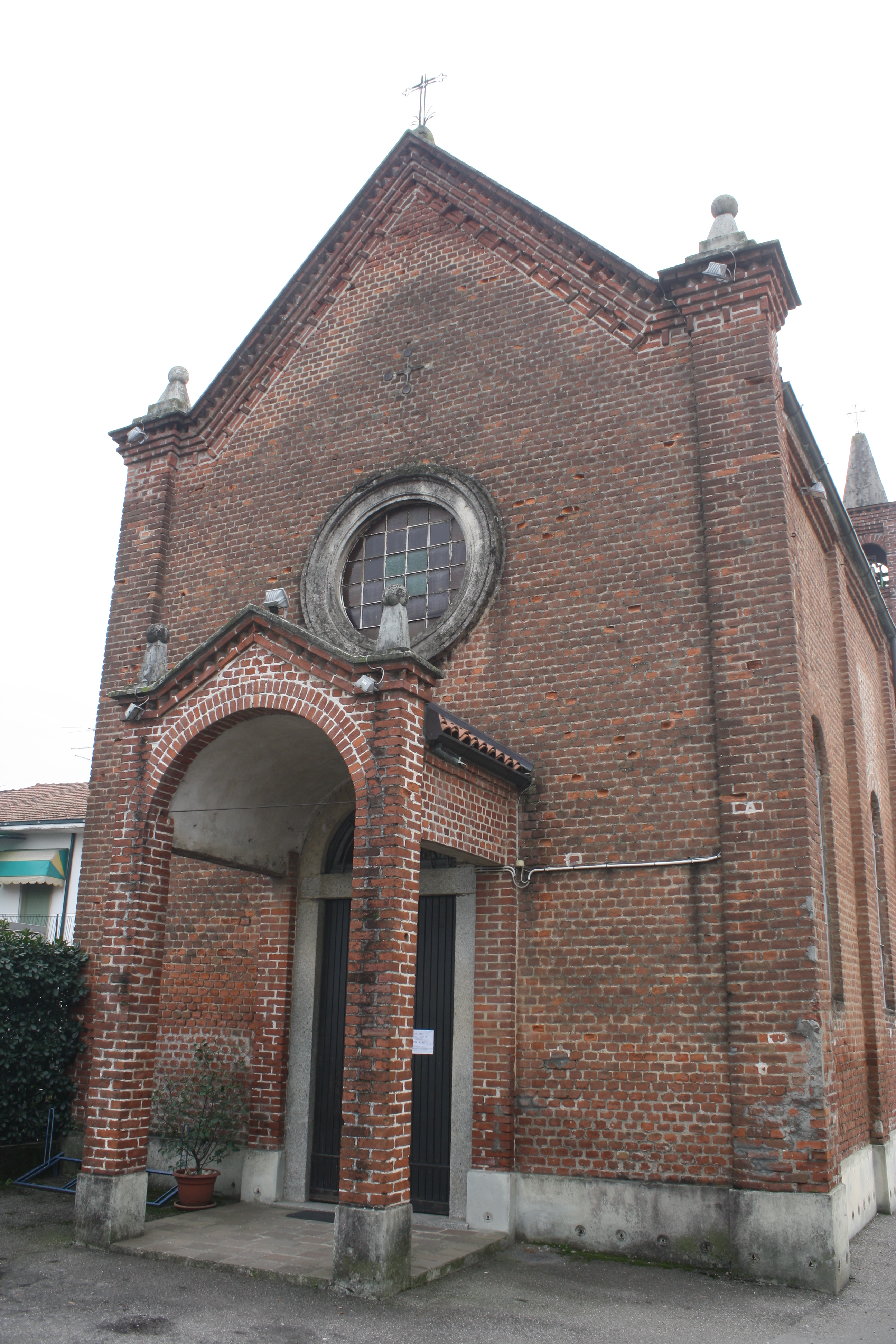
Kirche Santa Maria delle Grazie alla Girola (Uboldo)

- Pfarrkirche Santi Pietro e Paolo mit Glockenturm (1712)
- Die Kirche Santi Cosma e Damiano wird erstmals erwähnt im 13. Jahrhundert. Von 1610, als das heutige Oratorium gebaut wurde, bis 1786 war sie der Bruderschaft des Heiligen Rosenkranzes vorbehalten. Die neue Fassade wurde zwischen dem Ende des 17. und dem Beginn des 18. Jahrhunderts errichtet, die Gewölbe sind kreuzweise mit Schleiern versehen. Zu den Kunstwerken gehören: an der rechten Wand ein Gemälde eines unbekannten Künstlers, das die Madonna der Rosen, die Sinopie von Sankt Euro (das zerrissene Fresko befindet sich in der Pfarrkirche) und die Perspektive einer Apsis der Quadraturisten Bizzozzero und Garzia darstellt; schließlich eine Madonna mit Kind, Sankt Antonius und Sankt Ausano, möglicherweise von Legnanino. In der Kirche befinden sich zwei Kapellen: rechts die Crivelli-Kapelle mit Fresken von Legnanino und Bizzozzero (17. Jahrhundert), die Gottvater in der Herrlichkeit mit Engeln und den heiligen Petrus, den Märtyrer von Verona, darstellen, von denen heute jedoch nur noch die beiden Putten zu sehen sind; links die Kapelle des Heiligen Kruzifixes, die 1693 erbaut wurde und Fresken von Borroni mit den Figuren der Maria Magdalena und des heiligen Josef mit Sankt Salvatore aufweist. Am Tonnengewölbe ist noch ein Fresko von Legnanino aus dem Jahr 1691 zu sehen, das die Rosenkranzmadonna mit Engeln darstellt, während die Fresken im Presbyterium, die 1693 von Legnanino und Bizzozzero gemalt wurden, links das Martyrium der Heiligen Cosmas und Damian und rechts das Wunder vom Schwarzen Bein zeigen. Der Altar aus polychromem Viggiù-Marmor stammt aus dem Jahr 1745.
- Oratorium Santa Maria del Soccorso: Die einschiffige Kirche, die sich in dem gleichnamigen Gehöft befindet, hat eine hölzerne Zwischendecke mit freiliegenden Dachbalken. Im hinteren Teil der Kirche zeigt das Fresko in der Apsis eine thronende Madonna mit den Heiligen Sebastian, Antonius, Christophorus und Rocco an ihrer Seite (allesamt Beschützer vor Pest und Seuchen), die aufgrund der unter dem Gemälde eingravierten Signatur und Jahreszahl (1507) des Malers Bernardino Marchiselli 'de Quagis', genannt Bernazzano (* um 1480 in Inzago; † 1522 in Mailand) (1507)[2][3]
- Palazzo Crivelli-Villani in der Piazza San Pietro

## Verkehr
Uboldo liegt an der Autostrada A9 von Mailand Richtung Chiasso (Schweiz) bzw. Comer See. Die Gemeinde wird ferner in West-Ost-Richtung von der Provinzstraße 527 durchquert. Der nächste Bahnhof liegt in Saronno bzw. in Gerenzano.

## Veranstaltungen
Palio di Uboldo: Die Gemeinde ist in vier Quartiere (contrade) unterteilt: 
- Bell, in dessen Wappen sich die Kirche der Heiligen Peter und Paul befindet (gelb);
- Lazzarett in der Nähe der alten Kapelle von Lazzaretto, in der der Kranken der Pest während der großen Epidemie von 1630 gedacht wird (grün);
- San Cosma, das seinen Namen von der Kirche der Heiligen Cosmas und Damian aus dem 13. Jahrhundert hat (weiß);
- Taron, das an der Straße steht, die Uboldo mit Cerro Maggiore verbindet (rot).

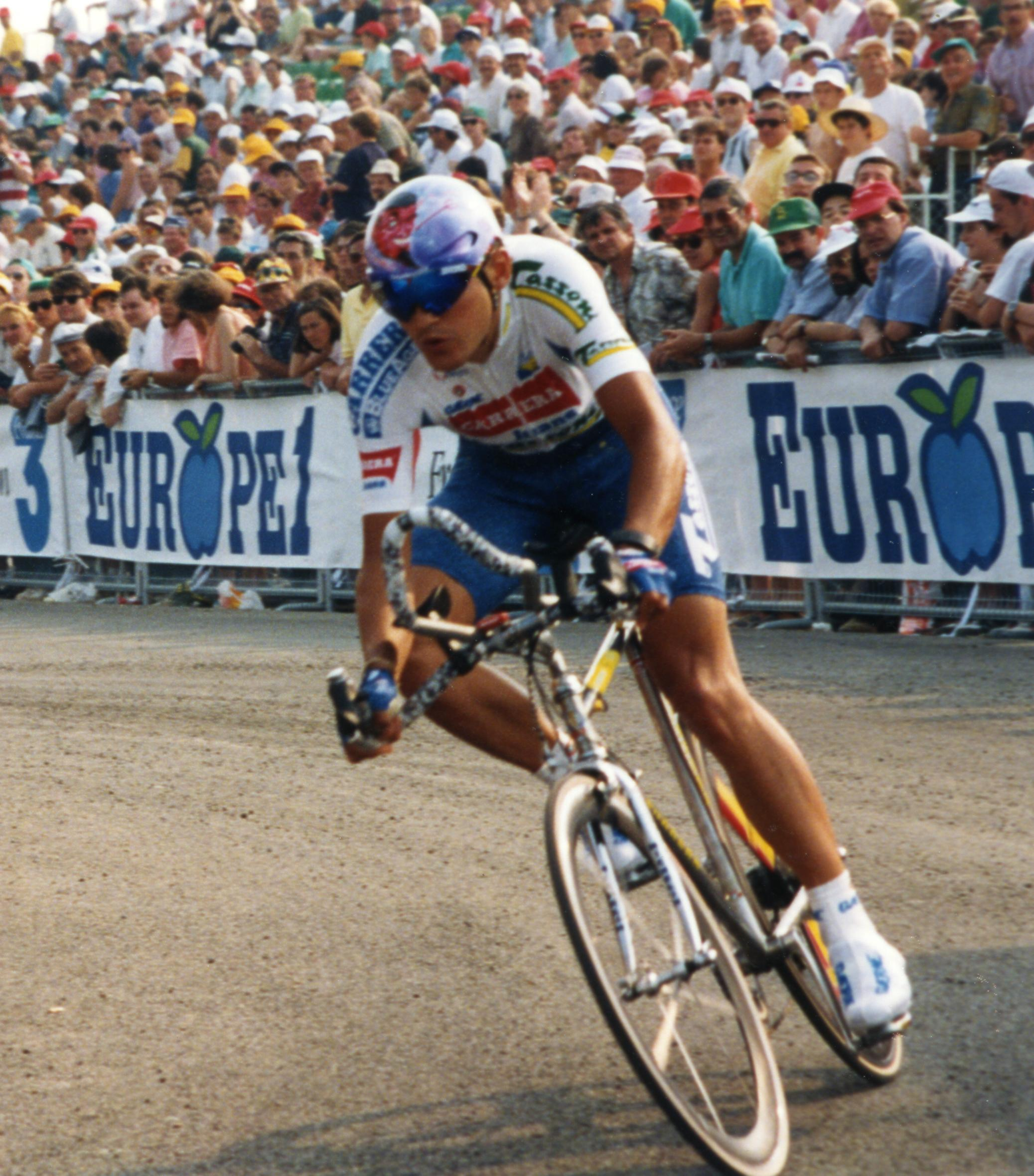
Claudio Chiappucci

Jedes Jahr, zwischen der ersten und zweiten Juniwoche, findet der Palio delle contrade, ein Wettkampf der Stadtviertel statt.

## Persönlichkeiten
- Claudio Chiappucci (* 1963), Radrennfahrer